# Чмиль, Варвара Ивановна
Варвара Ивановна Чмиль (27 декабря 1914 Черниговская губерния —28 января 2001) — советская деятельница тракторостроения, сменный мастер завода Харьковского тракторного завода. Герой Социалистического Труда (1960).

## Биография
Варвара Чмиль родилась 27 декабря 1914 года на территории Черниговской губернии. По национальности — украинка. Образование получила в фабрично-заводском училище. С 1931 года начала работать фрезеровщицей на Харьковском тракторном заводе (ХТЗ).
После начала Великой Отечественной войны, ХТЗ был эвакуирован в Сталинград, затем в Рубцовск (Алтайский край), а после освобождения Харькова возвратился в город. В 1945 году Чмиль переквалифицировалась на токаря. В 1948 году «за успешное выполнение заданий правительства по восстановлению предприятия и достигнутые успехи по выпуску тракторов» Варвара Ивановна была удостоена ордена Ленина.
В 1952 году стала сменным мастером на заводе. 7 марта 1960 года «в ознаменование 50-летия Международного женского дня, за выдающиеся достижения в труде и особо плодотворную общественную деятельность» была удостоена звания Героя Социалистического Труда. Продолжала работать на заводе ХТЗ вплоть до выхода на пенсию. После выхода на пенсию жила в Харькове. Скончаться 28 января 2001 года. 
Помимо трудовой деятельности, Варвара Ивановна занималась общественной деятельностью. Была членом  КПСС. В 1961 году была делегатом XXII съезда КПСС. В 1971 году — делегатом XXIV съезда Компартии Украины. Также была делегирована на Всемирный Конгресс женщин.

## Награды
Варвара Ивановна была удостоена следующих наград:
- Золотая медаль «Серп и Молот» (7 марта 1960 —№ 8391);
- 2 ордена Ленина (29 сентября 1948 и 7 марта 1960 — № 331293);
- Орден Дружбы народов (21 октября 1981);
- ряд прочих медалей.